# Döllwang
Döllwang ist ein Gemeindeteil der Gemeinde Deining im Landkreis Neumarkt in der Oberpfalz in Bayern.

## Geografie

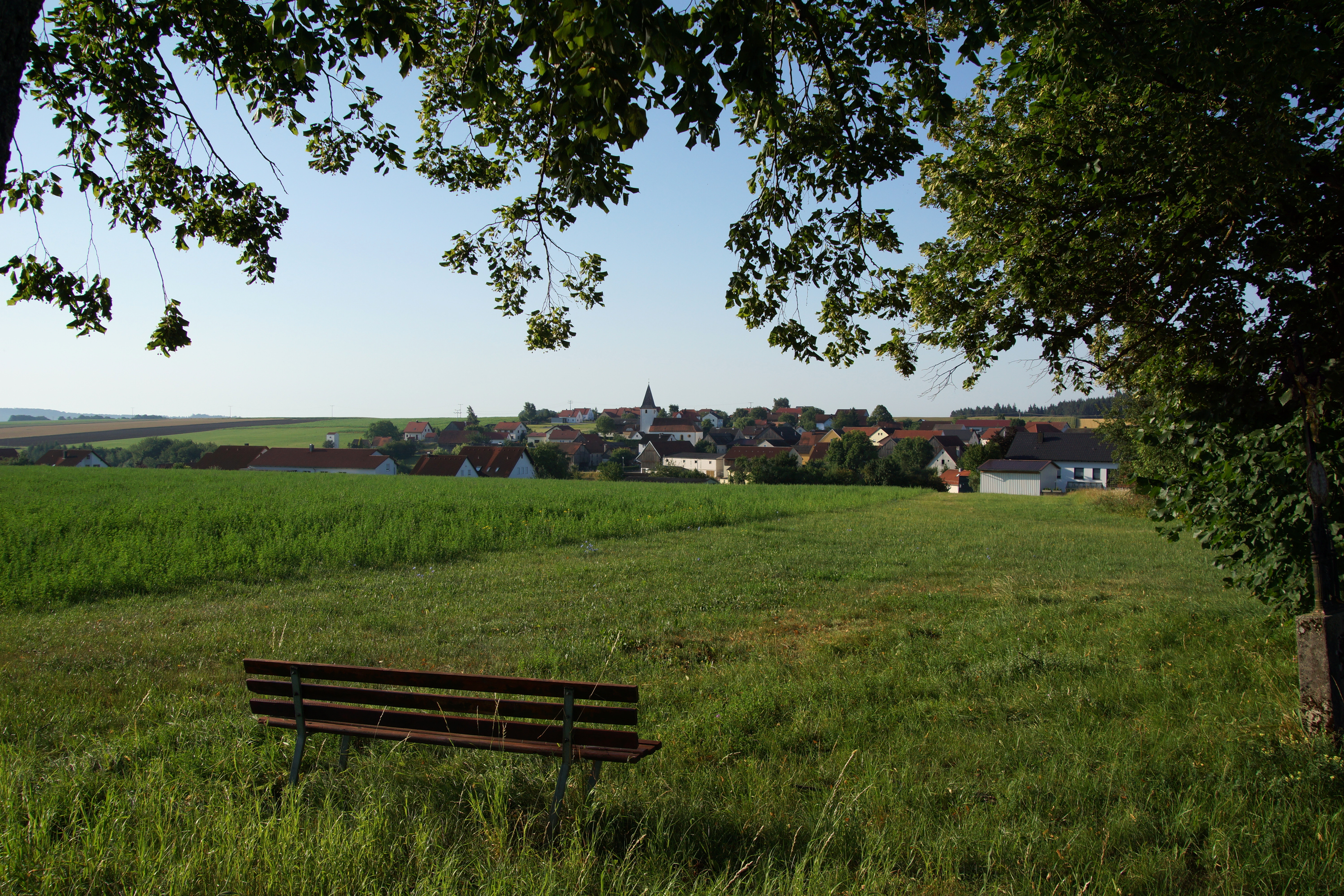
Döllwang

Das Pfarrdorf Döllwang liegt am westlichen Ende der Frankenalb auf einer Hochfläche, die rund 1,5 km westlich vom Ort steil zum Sulztal abfällt. Etwa parallel zu diesem Tal verläuft im Osten das Tal der Weißen Laber. Der Ort liegt etwa 3 km von Deining-Bahnhof und 6 km von Deining entfernt.

## Geschichte
Döllwang, auf einer ausgedehnten Hochebene gelegen, dürfte im Zuge einer zweiten Ausbauzeit des bajuwarischen Siedlungsgebietes um 800 entstanden sein; eventuell hat sich hier die Sippe eines „Tallo“ niedergelassen. Die Silbe „-wang“ des Ortsnamens deutet auf eine Wasserlage hin. Als Ortsname tauchte auch „Albang“ auf, abgeleitet vom Kirchenpatron St. Alban. Die Ansicht, dass zwischen 1057 und 1075 der Eichstätter Bischof Gundekar II. in Döllwang eine Kirche weihte, wird von dem Historiker Franz Heidingsfelder in seinen Regesten der Bischöfe von Eichstätt nicht geteilt. Jedoch lässt sich Döllwang ab dem 11. Jahrhundert  als Adelssitz nachweisen: In einer Urkunde von 1047 zeugt ein Gebhart de „Telewanc“ für das Regensburger Kloster Sankt Emmeram, 1150 ist ein Albert von Telewanc Urkundenzeuge, und 1223 tritt in einer Eichstätter Urkunde im Streit um den Filialcharakter der Kapelle von Bachhausen Gotfrid Stuhso de „Teliwanc“ als Laie als Zeuge auf. Der Eichstätter Kirchenhistoriker Franz Xaver Buchner sieht schon 1150 Adelige in Döllwang sitzen. Ihr Ansitz, ein „festes Haus“, befand sich neben der Kirche. Diese Döllwanger sind im 14. Jahrhundert standesmäßig zu Bürgern von Neumarkt herabgesunken (1354: Heinrich Tellwanger zu Neumarkt). 1308 verkaufte Albrecht der Tanhuser (=Thannhauser) seinen Eigenbesitz zu „Telwanke“ an das Zisterzienserinnen-Kloster Seligenporten. Im 14. Jahrhundert kamen Güter zu Döllwang „mit allen dazugehörigen Rechten und Gerichten“ von C. Reuspeck über Seifried den Rotgerber, Bürger zu Neumarkt, an die Neumarkter Ulrich und Hainz Mayer. 1390 nahm Pfalzgraf Ruprecht die höhere Gerichtsbarkeit in Döllwang, nämlich „Wildbann, Kirchtagrecht, Halsgericht und fließende Wunden“ für sich in Anspruch. Nur die niedere Gerichtsbarkeit verblieb bei dem Neumarkter Bürger Ulrich Meier und seinen Erben. 1461 saß ein Leonhard Arnold auf dem Gut zu Döllwang, 1515 hatten die Pollanter den Besitz inne.
Aus einer Verkaufsurkunde der Wolfsteiner von 1359 geht hervor, dass das Kloster Waldsassen die Vogtei über die Döllwanger Kirche St. Alban und das Patronatsrecht darauf seit 1342 innehatten; von 1331 ab sind die Pfarrer namentlich nachweisbar. Als 1376 von den Steinern am Schlüpfelberg das Klösterlein Grab als Zweig des Benediktiner-Klosters Plankstetten gegründet wurde, waren unter den Dotationsgütern auch Döllwanger Wiesen und Äcker der Steiner; Hilpolt von Stein hatte diesen Besitz von dem Adelsgeschlecht der Roßraben erworben. 1359 verkaufte der Abt von Waldsassen sein Döllwanger Patronatsrecht an Leopold von Wolfstein zu Sulzbürg; von da an war die Pfarrei Döllwang „vogt-, lehen- und giltbar“ dem Hofkastenamt Sulzbürg. 1542 führte die Kurpfalz die Reformation ein, 1625 kam mit der Gegenreformation der alte Glaube nach Döllwang zurück. 1629 wies das Bistum Eichstätt die Pfarrei an, die „herkömmliche Gilt“ weiter an das Pflegamt Sulzbürg zu leisten, wies aber 1645 die von der Herrschaft Sulzbürg beanspruchte „Lehenschaft“ der Pfarrei zurück. Der im Dreißigjährigen Krieg abgebrannte Pfarrhof wurde um 1667 wiedererrichtet. Bei einer Kirchenerweiterung im Jahr 1696 fiel der Kirchturm ein und verschüttete den Chor und die Sakristei; im Jahr darauf war das Langhaus aufgebaut; der frühgotische Chorturm stand noch zur Hälfte und war bald darauf wieder zur Gänze errichtet (mit Glocke von 1433; neue Glockenerwerbungen fanden 1751, 1884, 1911 und 1927 statt). 1702 war auch der abgebrochene Pfarrstadel neu erstanden. 1704 fertigte der Dietfurter Maler Franz Widtmann ein Altarbild mit dem Kirchenpatron.
Für 1650 ist nachweisbar, dass das Klosterrichteramt Gnadenberg als Nachfolger des 1563 aufgehobenen Klosters Gnadenberg in Döllwang drei „Gütl“ besaß. Auch der Besitz der Herrschaft Sulzbürg war in Döllwang nur gering: Er umfasste zwei kleine (1/16-)Höfe, wie ein Sulzbürger Verzeichnis von 1740 ausweist. Für 1726 ist überliefert, dass der Pfarrzehent zu je einem Drittel dem Pfarrer, dem Spital Freystadt und dem Bruderhaus Neumarkt zustand. 1741errichtete die Pfarrei ein Schulhaus; 1819 wurde es durch einen Neubau der Gemeinde ersetzt, der 1861 erweitert wurde. 1796 gelobte die Pfarrei „bei gravierender Viehseuche“, das Fest des hl. Wendelin feierlich in Wappersdorf zu begehen. Gegen Ende des Alten Reiches, um 1800, bestand Döllwang aus 35 Anwesen, von denen der überwiegende Teil der kurfürstlichen Unteren Hofmark Berngau gehörte; fünf Anwesen (zwei Halbhöfe und drei 1⁄8-Höfe) waren dem kurfürstlichen Klosterrichteramt Gnadenberg und die zwei 1⁄16-Höfe der ehemaligen Herrschaft Sulzbürg der nunmehrigen kurfürstlichen Kabinettsherrschaft Sulzbürg, unterstellt. Die Hochgerichtsbarkeit übte das kurfürstliche Schultheißenamt Neumarkt aus. Unter den 35 Untertanen sind die Familien Unz, Beck, Stutz, Baier, Bürger, Bachmeier, Winkler, Walter, Mayer und Großhauser  genannt.
Im Königreich Bayern (1806) wurde ein Steuerdistrikt Döllwang gebildet, dem neben Döllwang die Orte Greißelbach, Wangen, Weihersdorf und Wappersdorf angehörten. Bei der Gemeindebildung 1818/20 umfasste die Ruralgemeinde Döllwang die Orte Döllwang, Greißelbach und Wangen. 1836 bestand Döllwang aus 39 Häusern, der Pfarrkirche, dem Pfarrhof, dem Schulhaus und zwei Wirtshäusern. Um 1900 gehörten zur Gemeinde Döllwang das Pfarrdorf selber, Greißelbach und Wangen, 1937 Döllwang mit Breitenloh, Bahnposten 25a, Wangen, Greißelbach und Kanalschleuse 30. 1946 wurden Greißelbach und Wangen ausgegliedert, so dass die Gemeinde Döllwang vor der Gebietsreform in Bayern nur noch aus Döllwang selber und der Neusiedlung Hacklsberg bestand.
1911 wurde die Pfarrkirche um 1,70 m erhöht und nach Westen erweitert, wobei das alte Schulhaus weichen musste. Am 8. April 1957 wütete im Ort ein Großfeuer, dem mehrere Scheunen zum Opfer fielen. 1959 wurde eine neue Wasserleitung mit Hochbehälter gebaut, 1960 die Kreisstraße ausgebaut und asphaltiert. 1965 erhielt die Feuerwehr ein neues Gebäude mit Einsatzfahrzeug. Seit 1967 hat Döllwang eine elektrische Straßenbeleuchtung. Das Kriegerdenkmal wurde 1973 geweiht. Am 29. April 1978 wurde die Gemeinde Döllwang unter ihrem letzten Bürgermeister Johann Meier aufgelöst und nach Deining eingemeindet.

### Einwohnerzahlen des Ortes Döllwang
- 1830: 186 (38 Häuser)[24]
- 1861: 214 (79 Gebäude, 1 Kirche, Schule)[25]
- 1900: 224 (46 Wohngebäude)[26]
- 1937: 255 (251 Katholiken, 4 Protestanten)[27]
- 1961: 232 (46 Wohngebäude)[28]
- 1987: 242 (59 Wohngebäude, 78 Wohnungen)[29]
- 2017: 258[30]

### Einwohnerzahlen der Gemeinde Döllwang
- 1861: 321 (121 Gebäude)[25]
- 1900: 333 (68 Wohngebäude) (Viehbestand: 7 Pferde, 404 Stück Rindvieh, 247 Schafe, 306 Schweine, 10 Ziegen)[26]
- 1961: 264 (52 Wohngebäude)[28]

## Baudenkmäler

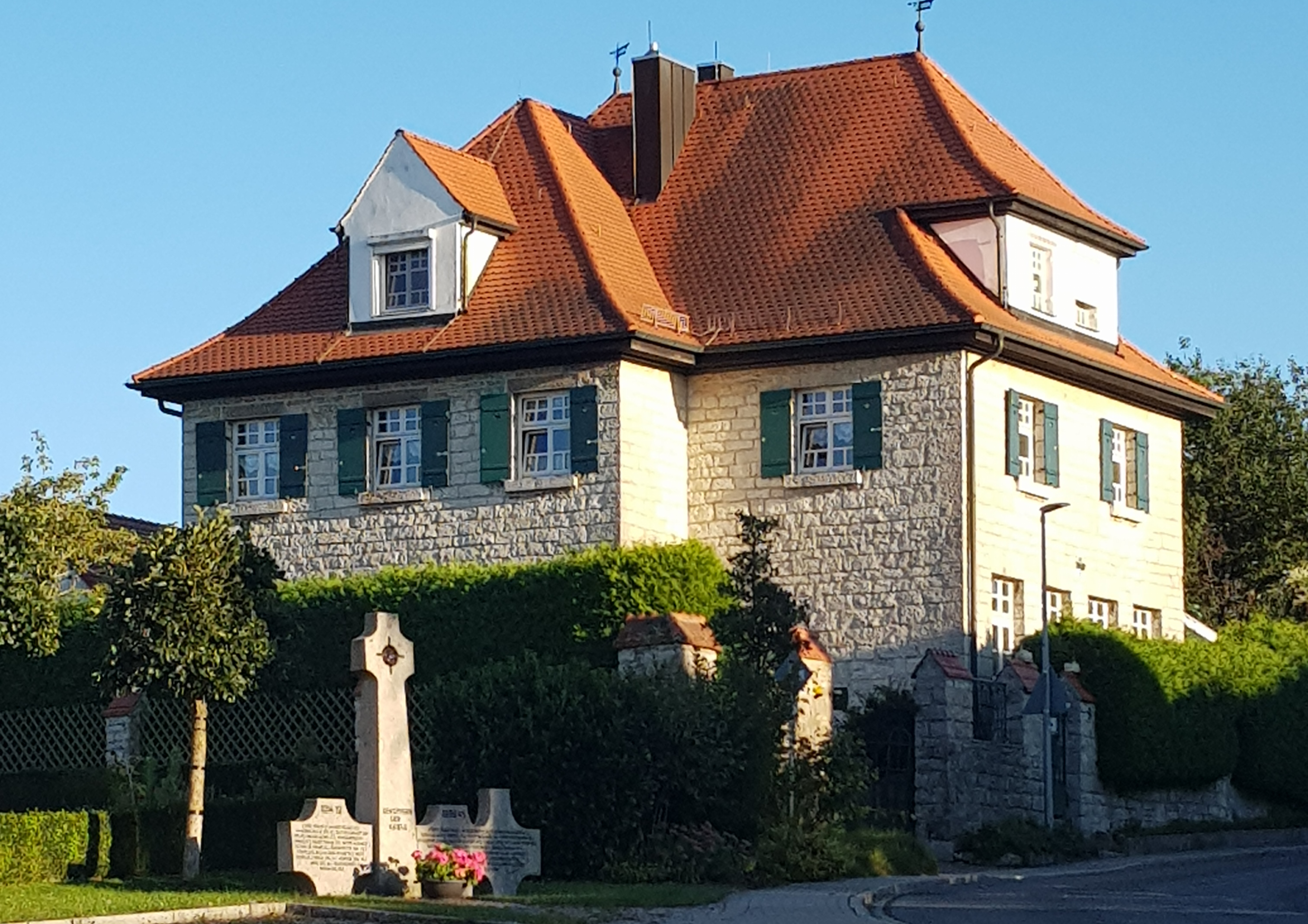
Ehemaliges Schulhaus Döllwang

Außer der Pfarrkirche St. Alban gilt als Baudenkmal das ehemalige Schulhaus (Waltersberger Straße 3), das um 1910 entstand und ein Kalksteinbau mit Kalksteineinfriedung ist.